# Peter van Eyck

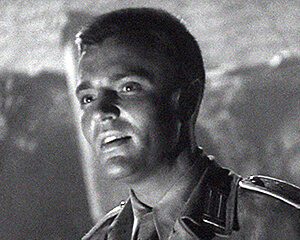
Peter van Eyck in Fünf Gräber bis Kairo (1943)

Peter van Eyck, eigentlich Götz Walter Wolfgang Eick, (* 16. Juli 1913 in Steinwehr, Hinterpommern, heute Kamienny Jaz; † 15. Juli 1969 in Männedorf, Schweiz) war ein US-amerikanischer Schauspieler deutscher Herkunft.

## Leben
Nach Beendigung der Schulzeit folgte für kurze Zeit ein Musikstudium in Berlin, hier hatte Götz Eick 19-jährig eine kurze Liaison mit der Kabarettsängerin Jean Ross, die Christopher Isherwood zu seiner fiktiven Figur der Sally Bowles inspirierte. Eick brach sein Studium 1931 ab, verließ Berlin und lebte als Barpianist in Paris, London, Tunis, Algier, Kuba und schließlich New York. Er schrieb und komponierte für Revuen und Kabaretts, darunter mehrere Lieder für Madame Spivy (Bertha Levine) zu Texten von John Latouche, zeitweise war er Produktionsassistent bei Aaron Copland und Irving Berlin und Regieassistent am Mercury Theatre von Orson Welles. Als LKW-Fahrer fuhr er durch die USA bis nach Kalifornien, wo er einen alten Berliner Bekannten, den Regisseur Billy Wilder, wieder traf. Etwa ein Jahr nach der Übersiedlung nach Hollywood spielte er erste Rollen und nannte sich Peter van Eyck. 
1940 heiratete er die amerikanische Schauspielerin Ruth Ford (1911–2009), Schwester des Filmemachers Charles Henri Ford. Mit ihr hatte er Tochter Shelly (* 1941).
Allein 1943 war er in sieben Filmen zu sehen, darunter Klassikern wie Wilders Fünf Gräber bis Kairo und Einsatz im Nordatlantik an der Seite von Humphrey Bogart. Bereits ein Jahr später pausierte der Schauspieler seine Tätigkeit, um als eingebürgerter Amerikaner seinen Militärdienst abzuleisten. Aufgrund seiner Herkunft und Sprachkenntnisse wurde er in das besetzte Deutschland gesandt, wo er als Kontrolloffizier für den deutschen Film Verwendung fand. 
1949 spielte er in seinem ersten deutschen Film an der Seite von Hans Söhnker und Margot Hielscher die Figur des Tom Keller in Rudolf Jugerts Film Hallo Fräulein. Kurz darauf besetzte ihn Helmut Käutner in zwei Filmen, der Komödie Königskinder mit Jenny Jugo und Epilog mit Bettina Moissi. 
In den Folgejahren war van Eyck nicht mehr in Deutschland aktiv, sondern trat in zahlreichen internationalen Produktionen auf. In Lohn der Angst von Henri-Georges Clouzot spielte er den LKW-Fahrer Bimba, der gemeinsam mit Yves Montand unter Lebensgefahr Sprengstoff durch unwegsame Regionen transportiert. Seit diesem Film waren die weißen Haare van Eycks Markenzeichen. Orson Welles besetzte van Eyck 1955 im Film Noir Mr. Arkadin. Filmpartner van Eycks in diesen Jahren waren Marina Vlady, Gregory Peck, Gina Lollobrigida sowie im Film Der Sonne entgegen Richard Widmark und Trevor Howard. In diesem Film stellte er einen in Mexiko untergetauchten psychopathischen SS-Offizier dar.
Im Gegensatz zu seiner Ehefrau und den meisten großen Stars seiner Zeit konnte van Eyck nicht auf eine Theaterkarriere zurückblicken. Vielmehr erarbeitete er sich sein Können unter Regisseuren von Weltrang wie den genannten Wilder, Welles sowie Edward Dmytryk, Robert Aldrich und Robert Siodmak. Um 1958 kehrte van Eyck nach Deutschland zurück und avancierte zu einem der beliebtesten und meisteingesetzten Stars dieser Zeit. Sein weltmännisches Aussehen und distinguiertes Spiel, das er mit einer weichen Stimme und einer ungewöhnlichen Sprechweise zu unterstützen verstand, verlieh seinen Auftritten stets Charme, Ironie und Hintergründigkeit. Bemerkenswert ist, dass er von deutschen Produzenten sowohl in positiven, als auch sehr negativen Rollen besetzt wurde; so konnte er einer Stereotypisierung entgehen. Nachdem er in Das Mädchen Rosemarie von Rolf Thiele und Käutners Der Rest ist Schweigen Bösewichter darstellte, war er anschließend in vielen typischen heiteren oder dramatischen Produktionen der Wirtschaftswunderjahre zu sehen, darunter Schwarze Nylons – Heiße Nächte, Liebling der Götter oder Unter Ausschluss der Öffentlichkeit. Seine Filmpartnerinnen waren u. a. Lilli Palmer, Nadja Tiller, Ruth Leuwerik, Daliah Lavi, Marie Versini, Elke Sommer, Sonja Ziemann und Mireille Darc.

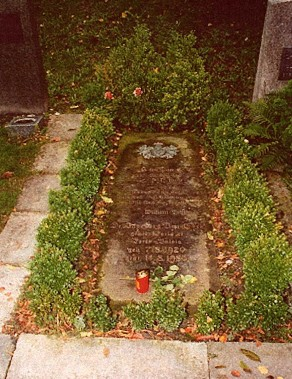
Grabstätte von Peter van Eyck, St. Margarethen im Kanton St. Gallen

Besonders van Eycks Mitwirkung in den Doktor Mabuse-Filmen bringt ihn auch heute noch wiederkehrend in Erinnerung. Fritz Langs letzter Film Die 1000 Augen des Dr. Mabuse zeigte ihn neben Gert Fröbe als amerikanischen Industriellen, in Scotland Yard jagt Dr. Mabuse war er der britische Geheimdienstler Bill Tern, der in Deutschland eine Verbrechensserie aufklären muss, und in Die Todesstrahlen des Dr. Mabuse erlebte er Abenteuer am Mittelmeer. Mit dem Nachlassen des Erfolgs deutscher Unterhaltungsfilme verlagerte van Eyck seine Arbeit wieder zunehmend ins europäische Ausland. Dabei erreichte die Qualität der Filme zuweilen nicht mehr das Niveau früherer Jahre. Ausnahmen waren bspw. Der Spion, der aus der Kälte kam mit Oskar Werner und der Western Shalako mit Brigitte Bardot und Stephen Boyd. Van Eyck war bis zuletzt schauspielerisch äußerst aktiv und wandte sich Ende der 1960er Jahre auch dem Fernsehen zu. In einer frühen Episode der erfolgreichen Krimiserie Der Kommissar aus dem Jahr 1969 spielte er an der Seite Marianne Kochs den unsympathischen Industriellen Wegener. Dies war wahrscheinlich die letzte Rolle seines Lebens. Die Arbeit zum Kriegsfilm Die Brücke von Remagen, der Mitte 1969 erschien, hatte er bereits 1968 beendet.
Mit seiner zweiten Ehefrau Ingeborg de Foris et Foris-Valois (kurz Inge von Foris, 1920–1983) hatte er die Töchter Claudia und Kristina; letztere wurde ebenfalls Schauspielerin. Die Familie lebte zwischen 1952 und 1957 im eigenen Haus in Hollywood und ab 1959 bis zu seinem Tod 1969 im eigenen Schloss Bergsteig in Sankt Magrethen/Schweiz. Nach Monaten der Krankheit starb Peter van Eyck einen Tag vor seinem 56. Geburtstag am 15. Juli 1969 in einem Krankenhaus in Männedorf.

## Filmografie

### Kinofilme
- 1943: Hitler’s Children
- 1943: Hitler’s Madman
- 1943: The Moon is Down
- 1943: Aufstand in Trollness (Edge pf Darkness)
- 1943: Fünf Gräber bis Kairo (Five Graves to Cairo)
- 1943: Einsatz im Nordatlantik (Action in the North Atlantic)
- 1944: The Impostor
- 1944: Address Unknown
- 1944: Resisting Enemy Interrogation
- 1949: Hallo Fräulein!
- 1950: Königskinder
- 1950: Export in Blond
- 1950: Epilog – Das Geheimnis der Orplid
- 1950: Furioso
- 1950: Die Dritte von rechts
- 1951: Rommel, der Wüstenfuchs (The Desert Fox: The Story of Rommel)
- 1952: Au coeur de la Casbah
- 1953: Lohn der Angst (Le Salaire de la peur)
- 1953: Single-Handed
- 1953: Alerte au sud
- 1954: Das unsichtbare Netz (Night People)
- 1954: Die letzte Etappe
- 1954: La Chair et le diable
- 1955: Tarzan und der schwarze Dämon (Tarzan's Hidden Jungle)
- 1955: Herr Satan persönlich (Mr. Arkadin)
- 1955: Akte XP 15
- 1955: Das Mädchen vom 3. Stock
- 1955: Die Hölle von Dien Bien Phu (Jump into Hell)
- 1955: Vom Teufel verführt
- 1955: Der Cornet – Die Weise von Liebe und Tod
- 1956: Der Sonne entgegen (Run for the Sun)
- 1956: Ardennen 1944 (Attack!)
- 1957: Dem Satan ins Gesicht gespuckt (Le Feu aux poudres)
- 1957: Fric-frac en dentelles
- 1957: Luzifers Tochter (Retour de Manivelle)
- 1957: Der gläserne Turm
- 1957: Der sechste Mann (Tous peuvent me tuer)
- 1958: Dr. Crippen lebt
- 1958: Das Mädchen Rosemarie
- 1958: Schmutziger Engel
- 1958: Der Schnorchel (The Snorkel)
- 1958: Schwarze Nylons – Heiße Nächte
- 1959: Du gehörst mir
- 1959: Rommel ruft Kairo
- 1959: Lockvogel der Nacht
- 1959: Der Rest ist Schweigen
- 1959: Verbrechen nach Schulschluß
- 1959: Labyrinth
- 1959: Geheimaktion Schwarze Kapelle
- 1959: Abschied von den Wolken
- 1960: Liebling der Götter
- 1960: Die 1000 Augen des Dr. Mabuse
- 1960: Foxhole in Cairo
- 1961: An einem Freitag um halb zwölf…
- 1961: Liebe, Freiheit und Verrat (Legge di guerra)
- 1961: Bevor der Mensch zum Teufel geht
- 1961: Die Stunde, die du glücklich bist
- 1961: Unter Ausschluß der Öffentlichkeit
- 1962: Finden Sie, daß Constanze sich richtig verhält?
- 1962: Im Namen des Teufels (The Devil's Agent)
- 1962: Ein Toter sucht seinen Mörder (The Brain)
- 1962: Der längste Tag (The Longest Day)
- 1963: Endstation 13 Sahara (Station Six-Sahara)
- 1963: Verführung am Meer
- 1963: Scotland Yard jagt Dr. Mabuse
- 1963: Das große Liebesspiel
- 1963: Ein Alibi zerbricht
- 1964: Kennwort: Reiher
- 1964: Die Todesstrahlen des Dr. Mabuse
- 1964: Das Geheimnis der Lederschlinge (I misteri della giungla nera)
- 1965: Spione unter sich (Guerre secrète)
- 1965: Die Herren
- 1965: Duell vor Sonnenuntergang
- 1965: Der Spion, der aus der Kälte kam (The Spy Who Came in from the Cold)
- 1966: Karriere (A belles dents)
- 1966: Sechs Pistolen jagen Professor Z (Comando de asesinos)
- 1967: Der Chef schickt seinen besten Mann (Requiem per un agente segreto)
- 1967: Der goldene Schlüssel
- 1967: Sein gefährlichster Auftrag (Assignment to Kill)
- 1968: Rose rosse per il Führer
- 1968: Tevje und seine sieben Töchter
- 1968: Heidi kehrt heim
- 1968: Shalako
- 1969: Die Brücke von Remagen (The Bridge at Remagen)

### Fernsehen
- 1953: Orient Express: The Hunted
- 1955: The Adventures of Ellery Queen: Night Visitors
- 1955: Your Play Time: Intolerable Portrait
- 1955: Casablanca: Black Market Operation
- 1956: Alfred Hitchcock Presents: Safe Conduct
- 1956: Casablanca: Deadlock!
- 1957: Code 3: The Rookie Sheriff
- 1967: Der Zündholzkönig – Der Fall Ivar Kreuger
- 1969: Der Kommissar: Die Pistole im Park